# David Marr
David Courtnay Marr (Londra, 19 gennaio 1945 – Cambridge, 17 novembre 1980) è stato un neuroscienziato britannico.
Marr ha integrato i risultati di psicologia, intelligenza artificiale e neurofisiologia in nuovi modelli di elaborazione visiva. Il suo lavoro è stato molto influente nelle neuroscienze computazionali e ha portato a un risveglio di interesse per la disciplina.

## Biografia
Nato a Woodford, nell'Essex, ed educato alla Rugby School; fu ammesso al Trinity College di Cambridge il 1 ottobre 1963 (essendo stato insignito del Lees Knowles Rugby Exhibition).
Ha ricevuto la borsa di studio Coutts Trotter nel 1966 e ha ottenuto la laurea in matematica lo stesso anno. Ha ottenuto il dottorato in fisiologia con Giles Brindley nel 1972. Il suo interesse è passato dalla teoria generale del cervello all'elaborazione visiva. La sua tesi di dottorato fu presentata nel 1969 e descrisse il suo modello della funzione del cervelletto basato principalmente su dati anatomici e fisiologici raccolti da un libro di J. Eccles. Successivamente ha lavorato presso il Massachusetts Institute of Technology, dove ha assunto un incarico nel Dipartimento di Psicologia nel 1977 e è diventato professore ordinario nel 1980. Marr ha proposto che la comprensione del cervello richieda una comprensione dei problemi che deve affrontare e delle soluzioni che trova. Ha sottolineato la necessità di evitare dibattiti teorici generali e di concentrarsi invece sulla comprensione di problemi specifici.
Marr è morto di leucemia a Cambridge, Massachusetts, all'età di 35 anni. Le sue scoperte sono raccolte nel libro Vision: A computational investigation into the human representation and processing of visual information, che è stato terminato principalmente nell'estate del 1979, è stato pubblicato nel 1982 dopo la sua morte e ristampato nel 2010 da The MIT Press. Questo libro ha avuto un ruolo chiave nell'inizio e nella rapida crescita del campo delle neuroscienze computazionali. Era sposato con Lucia M. Vaina del Dipartimento di Ingegneria Biomedica e Neurologia dell'Università di Boston.
Ci sono vari premi accademici nominati in suo onore. Il Marr Prize, uno dei più prestigiosi premi in computer vision, la David Marr Medal conferita ogni due anni dalla Applied Vision Association nel Regno Unito; la Cognitive Science Society conferisce un Marr Prize per il miglior lavoro degli studenti alla sua conferenza annuale.

## Contributi

### Teorie del cervelletto, neocorteccia e ippocampo
Marr è meglio conosciuto per il suo lavoro sulla visione, ma prima di iniziare a lavorare su quell'argomento ha pubblicato tre articoli seminali che propongono teorie computazionali di cervelletto (nel 1969), neocorteccia (nel 1970) e ippocampo (nel 1971). Ognuno di questi articoli presentava importanti nuove idee che continuano ad influenzare il pensiero teorico moderno.
La teoria del cervelletto era motivata da due caratteristiche uniche dell'anatomia cerebellare: (1) il cervelletto contiene un gran numero di minuscole cellule dei granuli, ciascuna delle quali riceve solo pochi input da "fibre muscoidi"; (2) Le cellule di Purkinje nella corteccia cerebellare ricevono ciascuna decine di migliaia di input da "fibre parallele", ma solo un input da una singola "fibra rampicante", che tuttavia è estremamente forte. Marr ha proposto che le cellule dei granuli codifichino combinazioni di input di fibre muscoidi, e che le fibre rampicanti rechino un segnale di "insegnamento" che indica ai loro bersagli cellulari di Purkinje di modificare la forza delle connessioni sinaptiche da fibre parallele. Nessuna di queste idee è universalmente accettata, ma entrambe costituiscono elementi essenziali di teorie moderne valide.
La teoria della neocorteccia fu principalmente motivata dalle scoperte di David Hubel e Torsten Wiesel, che trovarono diversi tipi di "rivelatori di caratteristiche" nell'area visiva primaria della corteccia. Marr propose, generalizzando su quell'osservazione, che le cellule nella neocorteccia sono classificatori flessibili, cioè apprendono la struttura statistica dei loro schemi di input e diventano sensibili alle combinazioni che vengono ripetute frequentemente.
La teoria dell'ippocampo (che Marr chiamava "archicorteccia") era motivata dalla scoperta di William Scoville e Brenda Milner che la distruzione dell'ippocampo produceva amnesia per i ricordi di eventi nuovi o recenti ma lasciava intatti i ricordi degli eventi accaduti anni in precedenza. Marr definì la sua teoria "memoria semplice": l'idea di base era che l'ippocampo potesse rapidamente formare tracce di memoria di un tipo semplice rafforzando le connessioni tra i neuroni. Sorprendentemente, il documento di Marr ha preceduto di due anni un documento di Tim Bliss e Terje Lømo che ha fornito il primo chiaro rapporto sul potenziamento a lungo termine dell'ippocampo, un tipo di plasticità sinaptica molto simile a quello che Marr ha ipotizzato. (L'articolo di Marr contiene una nota in calce che menziona un rapporto preliminare di tale scoperta) I dettagli della teoria di Marr non sono più di grande valore a causa di errori nella sua comprensione dell'anatomia dell'ippocampo, ma il concetto di base dell'ippocampo come memoria temporanea il sistema rimane in un certo numero di teorie moderne. Alla fine del suo lavoro, Marr promise un documento di follow-up sui rapporti tra l'ippocampo e la neocorteccia, ma nessun documento di questo genere fu pubblicato.

### Livelli di analisi
Marr trattava la visione come un sistema di elaborazione delle informazioni. Ha proposto (in collaborazione con Tomaso Poggio) l'idea che si debbano comprendere i sistemi di elaborazione delle informazioni a tre livelli distinti e complementari di analisi. Questa idea è conosciuta nelle scienze cognitive come l'Ipotesi a tre livelli di Marr:
- livello computazionale: cosa fa il sistema (ad esempio: quali problemi risolve o supera) e allo stesso modo, perché fa queste cose
- livello algoritmico / rappresentazionale: come fa il sistema a fare ciò che fa, in particolare, quali sono le sue rappresentazioni e quali processi utilizza per costruire e manipolare le rappresentazioni
- livello implementazionale / fisico: come viene realizzato fisicamente il sistema (nel caso della visione biologica, quali strutture neurali e attività neuronali implementano il sistema visivo)

Dopo trent'anni dalla pubblicazione di Vision (1982, W. H. Freeman e Company), Tomaso Poggio aggiunge un livello superiore oltre il livello computazionale, cioè l'apprendimento:
(Tomaso Poggio, in Vision (2010, The MIT Press), Postfazione, P.367)

### Fasi della visione
Marr descrisse la visione come procedente da una matrice visiva bidimensionale (sulla retina) a una descrizione tridimensionale del mondo come uscita. Le sue fasi di visione includono:
- uno schizzo primordiale della scena, basato sull'estrazione di elementi fondamentali della scena, inclusi bordi, regioni, ecc. Si noti la somiglianza nel concetto con uno schizzo a matita disegnato rapidamente da un artista come un'impressione.
- uno schizzo 2,5D della scena, in cui le trame vengono riconosciute, ecc. Si noti la somiglianza concettuale con lo scenario del disegno in cui un artista evidenzia o ombreggia le aree di una scena, per fornire profondità.
- un modello 3D, in cui la scena viene visualizzata in una mappa tridimensionale continua.

Lo schizzo 2,5D è relativo alla stereopsi, al flusso ottico e alla parallasse del movimento. Lo schizzo 2.5D rappresenta il fatto che in realtà non vediamo tutto ciò che ci circonda, ma costruiamo la vista tridimensionale del nostro ambiente centrata sullo spettatore. Lo schizzo 2,5D è una cosiddetta tecnica di disegno paraline di visualizzazione dei dati, e spesso indicata con il termine generico "assonometria" o "isometrica" ed è spesso utilizzata da architetti e designer moderni.

## Pubblicazioni
- (1969) "A theory of cerebellar cortex." J. Physiol., 202:437–470.
- (1970) "A theory for cerebral neocortex." Proceedings of the Royal Society of London B, 176:161–234.
- (1971) "Simple memory: a theory for archicortex." Phil. Trans. Royal Soc. London, 262:23–81.
- (1974) "The computation of lightness by the primate retina." Vision Research, 14:1377–1388.
- (1975) "Approaches to biological information processing." Science, 190:875–876.
- (1976) "Early processing of visual information." Phil. Trans. R. Soc. Lond. B, 275:483–524.
- (1976) "Cooperative computation of stereo disparity." Science, 194:283–287. (with Tomaso Poggio)
- (March 1976) "Artificial intelligence: A personal view." Technical Report AIM 355, MIT AI Laboratory, Cambridge, MA.
- (1977) "Artificial intelligence: A personal view." Artificial Intelligence 9(1), 37–48.
- (1977) "From understanding computation to understanding neural circuitry." Neurosciences Res. Prog. Bull., 15:470–488. (with Tomaso Poggio)
- (1978) "Representation and recognition of the spatial organization of three dimensional shapes." Proceedings of the Royal Society of London B, 200:269–294. (with H. K. Nishihara)
- (1979) "A computational theory of human stereo vision."  Proceedings of the Royal Society of London B, 204:301–328. (with Tomaso Poggio)
- (1980) "Theory of edge detection." Proc. R. Soc. Lond. B, 207:187–217. (with E. Hildreth)
- (1981) "Artificial intelligence: a personal view." In Haugeland, J., ed., Mind Design, chapter 4, pages 129–142. MIT Press, Cambridge, MA.
- (1982) "Representation and recognition of the movements of shapes." Proceedings of the Royal Society of London B, 214:501–524.  (with L. M. Vaina)
- (1982) Vision: A Computational Investigation into the Human Representation and Processing of Visual Information. San Francisco: W. H. Freeman and Company. ISBN 0-7167-1284-9. (In 2010, MIT press re-published the book with a foreword from Shimon Ullmann and an afterword from Tomaso Poggio under ISBN 9780262514620.)